# Ковенская губерния
Ко́венская губе́рния — одна из северо-западных губерний Российской империи. Губернский город — Ковно (ныне Каунас).
Была образована из 7 северных уездов Виленской губернии указом императора Николая I от 18 (30) декабря 1842 года. Этот указ был издан с целью уравнения северо-западных губерний по площади и населению.
В настоящее время почти вся территория в составе Литвы, небольшая часть — в составе Латвии (Окнистская волость Новоалександровского уезда) и Белоруссии (Браславский район).
Немного не доходила до побережья Балтийского моря, так как узкая прибрежная полоса земли с городом Мемель (Клайпеда) принадлежала Пруссии (затем — Германии).
В 1915 Ковенская губерния была оккупирована германскими войсками (входила в образованную герм. властями адм.-терр. единицу Обер-ост). В 1918 территория бывшей Ковенской губернии вошла в состав Литовской республики (закреплено Московским договором 1920).

## Географическое положение
Ковенская губерния занимала западный угол бывшего Великого княжества Литовского между 56°25-54°49' северной широты и 38°46'-45°1' восточной долготы; граничила с севера и востока с Курляндской губернией, с юга с Виленской и Сувалкской губерниями (от последней отделяется рекой Мемелем (Неманом)) и с запада с Германией и Гробинским уездом Курляндской губернии.
Сухопутная граница Ковенской губернии с Германией начиналась от впадения в реку Мемель (Неман) реки Свенты (Швентойи), в 127 верстах (135 км) ниже местечка Юрбурга (ныне Юрбаркас), на протяжении 160 верст (171 км): первые 4 версты идут по реке Свенте, потом 3½ версты по притоку её Тотчакелис, а затем она сворачивает в «Россиенский лес». От местечка Юрбурга до местечка Полангена (ныне Паланга) идёт так называемая пограничная дорога через местечки Таурогген (ныне Таураге), Новое Место (ныне Кудиркос-Науместис), Швекшни (ныне Швекшняй), Горжды (ныне Гаргждай) и Кретинген (ныне Кретинга).
По занимаемому ею пространству 35711,9 кв. вёрст (40641,36 км²) Ковенская губерния принадлежала к числу наименьших губерний в России. Самое большее протяжение её в длину 350 вёрст (373 км), в ширину 170 вёрст (181 км). В состав её входила почти вся территория бывшего Жмудского староства Великого Княжества Литовского, а также части Трокского и Виленского воеводств Речи Посполитой.

## Административное деление
В состав губернии входило 7 уездов: Ковенский, Поневежский, Шавельский и Тельшевский, которые разделялись на 4 стана каждый, и Вилькомирский, Россиенский и Новоалександровский, разделявшиеся на 5 станов каждый; 144 волостей и 931 общество; два безуездных (заштатных) города — Шадов и Видзы.
| № | Уезд                | Уездный город                 | Герб уездного города | Площадь, вёрст² | Население, чел. |
| - | ------------------- | ----------------------------- | -------------------- | --------------- | --------------- |
| 1 | Вилькомирский       | Вилькомир (16 559 чел.)       |                      | 5185,8          | 219 617 (1889)  |
| 2 | Ковенский           | Ковно (61 500 чел.)           |                      | 3534,2          | 174 175 (1894)  |
| 3 | Новоалександровский | Новоалександровск (7556 чел.) |                      | 5078,1          | 226 775 (1896)  |
| 4 | Поневежский         | Поневеж (13 044 чел.)         |                      | 5451,5          | 223 502 (1897)  |
| 5 | Россиенский         | Россиены (7455 чел.)          |                      | 5464,0          | 221 731 (1897)  |
| 6 | Тельшевский         | Тельши (6288 чел.)            |                      | 4654,0          | 182 611 (1900)  |
| 7 | Шавельский          | Шавли (16 968 чел.)           |                      | 6079,3          | 255 925 (1902)  |

### Заштатные города
| № | Город | Население (1897) | Входил в                 |
| - | ----- | ---------------- | ------------------------ |
| 1 | Видзы | 5103 чел.        | Новоалександровский уезд |
| 2 | Шадов | 4474 чел.        | Шавельский уезд          |

По сведениям 1860-х годов, в губернии было 15932 посёлка, 251 местечко, 209 сёл, 998 селец и 8075 деревень. Главнейшие местечки: Кейданы, Купишки, Новые Жагоры, Шкуды, Плунгяны, Юрбург, Таурогген.

## Руководство губернии

### Губернаторы
| Ф. И. О.                         | Титул, чин, звание                                                                   | Время замещения должности |
| -------------------------------- | ------------------------------------------------------------------------------------ | ------------------------- |
| Калкатин Иван Степанович         | действительный статский советник                                                     | 23.04.1843—10.03.1848     |
| Долгоруков Сергей Алексеевич     | князь, статский советник                                                             | 10.03.1848—17.03.1848     |
| Радищев Афанасий Александрович   | генерал-майор                                                                        | 17.03.1848—03.04.1851     |
| Шварц Пётр Иванович              | генерал-майор                                                                        | 03.04.1851—13.08.1854     |
| Романус Иван Васильевич          | генерал-майор                                                                        | 13.08.1854—24.10.1857     |
| Хоминский Станислав Фаддеевич    | статский советник (переименован в генерал-майоры)                                    | 01.11.1857—18.09.1861     |
| Кригер Григорий Александрович    | Свита Его Величества, контр-адмирал                                                  | 18.09.1861—04.06.1863     |
| Энгельгардт Сергей Петрович      | барон, генерал-лейтенант                                                             | 04.06.1863—01.08.1863     |
| Муравьёв Николай Михайлович      | действительный статский советник (переименован в генерал-майоры)                     | 01.08.1863—27.07.1866     |
| Казначеев Алексей Гаврилович     | в звании камергера, действительный статский советник                                 | 29.07.1866—17.05.1868     |
| Оболенский Михаил Александрович  | князь, в звании камергера, действительный статский советник                          | 31.05.1868—10.01.1874     |
| Базилевский Пётр Иванович        | действительный статский советник                                                     | 08.02.1874—30.04.1879     |
| Гудим-Левкович Сергей Николаевич | в звании камергера, действительный статский советник                                 | 21.05.1879—27.06.1880     |
| Баранов Николай Михайлович       | полковник, и. д. (произведён в генерал-майоры 19.02.1881 с утверждением в должности) | 06.09.1880—09.03.1881     |
| Мельницкий Валерий Петрович      | флигель-адъютант, полковник, и. д.                                                   | 27.03.1881—26.12.1886     |
| Куровский Евгений Александрович  | действительный статский советник                                                     | 08.01.1887—19.04.1890     |
| Клингенберг Николай Михайлович   | действительный статский советник                                                     | 03.05.1890—11.07.1896     |
| Суходольский Сергей Петрович     | действительный статский советник                                                     | 11.07.1896—24.05.1899     |
| Рогович Алексей Петрович         | камергер, действительный статский советник                                           | 24.05.1899—01.02.1902     |
| Ватаци Эммануил Александрович    | действительный статский советник                                                     | 01.02.1902—15.04.1904     |
| Верёвкин Пётр Владимирович       | статский советник (действительный статский советник)                                 | 24.04.1904—31.12.1912     |
| Грязев Николай Дмитриевич        | действительный статский советник                                                     | 31.12.1912—1917           |

### Губернские предводители дворянства
| Ф. И. О.                       | Титул, чин, звание                                                              | Время замещения должности |
| ------------------------------ | ------------------------------------------------------------------------------- | ------------------------- |
| Пизани Пётр Николаевич         | статский советник                                                               | 09.08.1843—27.09.1845     |
| Тышкевич Бенедикт Михайлович   | граф, титулярный советник                                                       | 19.07.1846—16.07.1849     |
| Бурба Клетий Казимирович       | коллежский секретарь (коллежский асессор)                                       | 16.07.1849—21.06.1852     |
| Чапский Мариан Станиславович   | граф, титулярный советник                                                       | 19.01.1853—19.10.1855     |
| Чапский Адольф Станиславович   | граф, коллежский асессор                                                        | 19.11.1855—07.06.1857     |
| Довгирд Иосиф Станиславович    | титулярный советник, и. д. (утверждён 17.05.1859)                               | 07.06.1857—03.02.1862     |
| Карп Фелиций Евстафьевич       | действительный статский советник, и. д. (утверждён 17.10.1869)                  | 03.02.1862—12.05.1878     |
| Зубов Николай Николаевич       | граф, надворный советник, в звании камергера (действительный статский советник) | 28.07.1878—12.12.1898     |
| Столыпин Пётр Аркадьевич       | коллежский советник, в звании камергера                                         | 24.04.1899—30.05.1902     |
| Миллер Александр Александрович | камергер                                                                        | 14.07.1902—02.08.1909     |
| Васильчиков Илларион Сергеевич | князь, тайный советник                                                          | 02.08.1909—1915           |
| Миллер Пётр Александрович      |                                                                                 | 1915—1917                 |

### Вице-губернаторы
| Ф. И. О.                           | Титул, чин, звание                                   | Время замещения должности |
| ---------------------------------- | ---------------------------------------------------- | ------------------------- |
| Мельников Евгений Васильевич       | коллежский советник (статский советник)              | 11.06.1843—02.09.1850     |
| Батюшков, Помпей Николаевич        | надворный советник, в звании камер-юнкера            | 26.10.1850—18.03.1851     |
| Гренберг Иосиф Иванович            | статский советник                                    | 04.04.1851—10.06.1852     |
| Рожнов Яков Петрович               | статский советник                                    | 10.06.1852—18.05.1854     |
| Порай-Лонтковский Семён Онуфриевич | статский советник (действительный статский советник) | 18.05.1854—08.06.1858     |
| Корецкий Пётр Иванович             | статский советник (действительный статский советник) | 08.06.1858—05.03.1865     |
| Львов Фёдор Ильич                  | надворный советник, и. д. (утверждён 27.03.1866)     | 05.03.1865—28.01.1868     |
| Давыдов Александр Петрович         | в звании камер-юнкера, статский советник             | 03.05.1868—21.02.1869     |
| Рубцов Николай Иванович            | надворный советник, и. д. (утверждён 02.11.1869)     | 21.02.1869—18.09.1870     |
| Леонов Алексей Степанович          | статский советник                                    | 18.09.1870—12.03.1875     |
| Рыжков Василий Егорович            | статский советник (действительный статский советник) | 11.04.1875—22.11.1886     |
| Клингенберг Николай Михайлович     | надворный советник (коллежский советник)             | 08.01.1887—03.05.1890     |
| Неклюдов Пётр Петрович             | действительный статский советник                     | 21.06.1890—13.07.1902     |
| Гершау-Флотов Бернард Бернардович  | барон, в звании камергера, статский советник         | 03.07.1902—25.10.1904     |
| Татищев Сергей Сергеевич           | граф, надворный советник                             | 25.10.1904—23.09.1905     |
| Грязев Николай Дмитриевич          | статский советник (действительный статский советник) | 23.09.1905—23.08.1910     |
| Козлов Алексей Васильевич          | коллежский советник (статский советник)              | 23.08.1910—1914           |
| Штейн Владимир Николаевич          | надворный советник                                   | 1914—1916                 |
| Палеолог Борис Николаевич          | статский советник                                    | 1916—1917                 |

## Население
| 1857    | 1894       |
| ------- | ---------- |
| 969 369 | ↗1 638 374 |

| год      | всего     | мужчин  | женщин  | плотность населения (человек/верста²) |
| -------- | --------- | ------- | ------- | ------------------------------------- |
| 1857 год | 969 369   | 477 128 | 492 241 | 27                                    |
| 1894 год | 1 638 374 | 818 271 | 820 103 | 45                                    |

Средний годовой прирост населения составлял около 18 000 человек, то есть около 1 %. По сравнению с великороссийскими чернозёмными губерниями, в Ковенской губернии и рождаемость, и смертность были меньше.
По сведениям 1860-х годов, в губернии было:
| по сословиям              | по сословиям |
| ------------------------- | ------------ |
| дворян                    | около 72 754 |
| духовных лиц              | 902          |
| купцов и почётных граждан | 3230         |
| мещан                     | 391 070      |
| крестьян                  | 1 101 275    |
| военных                   | 62 400       |
| иностранцев               | 6753         |

| по вероисповеданиям | по вероисповеданиям |
| ------------------- | ------------------- |
| православных        | около 42 876        |
| раскольников        | 27 069              |
| католиков           | 1 188 340           |
| протестантов        | 56 993              |
| иудеев              | 321 440             |
| магометан           | 1656                |

Национальный состав в 1897 году
| Уезд                | литовцы | жемайты | евреи  | поляки | великорусы | белорусы | латыши | немцы |
| ------------------- | ------- | ------- | ------ | ------ | ---------- | -------- | ------ | ----- |
| Губерния в целом    | 37,2 %  | 28,9 %  | 13,7 % | 9,0 %  | 4,7 %      | 2,4 %    | 2,3 %  | 1,4 % |
| Вилькомирский       | 72,2 %  | …       | 13,2 % | 10,0 % | 4,1 %      | …        | …      | …     |
| Ковенский           | 35,7 %  | 5,8 %   | 19,8 % | 23,2 % | 11,6 %     | …        | …      | 2,3 % |
| Новоалександровский | 49,8 %  | …       | 12,7 % | 8,9 %  | 9,9 %      | 16,8 %   | 1,8 %  | …     |
| Поневежский         | 71,6 %  | …       | 12,2 % | 6,5 %  | 1,9 %      | …        | 6,8 %  | …     |
| Россиенский         | 9,3 %   | 66,9 %  | 11,2 % | 5,5 %  | 2,0 %      | …        | …      | 4,4 % |
| Тельшевский         | 0,8 %   | 80,3 %  | 12,4 % | 1,5 %  | 1,3 %      | …        | 2,3 %  | …     |
| Шавельский          | 17,3 %  | 53,3 %  | 14,3 % | 6,3 %  | 2,2 %      | …        | 4,9 %  | 1,0 % |

## Карты
| Сборный лист военно топографической карты Ковенской губернии Масштаб: 3 версты в дюйме (1 см-1260м). | Сборный лист военно топографической карты Ковенской губернии Масштаб: 3 версты в дюйме (1 см-1260м). | Сборный лист военно топографической карты Ковенской губернии Масштаб: 3 версты в дюйме (1 см-1260м). | Сборный лист военно топографической карты Ковенской губернии Масштаб: 3 версты в дюйме (1 см-1260м). | Сборный лист военно топографической карты Ковенской губернии Масштаб: 3 версты в дюйме (1 см-1260м). | Сборный лист военно топографической карты Ковенской губернии Масштаб: 3 версты в дюйме (1 см-1260м). | Сборный лист военно топографической карты Ковенской губернии Масштаб: 3 версты в дюйме (1 см-1260м). | Сборный лист военно топографической карты Ковенской губернии Масштаб: 3 версты в дюйме (1 см-1260м). | Сборный лист военно топографической карты Ковенской губернии Масштаб: 3 версты в дюйме (1 см-1260м). | Сборный лист военно топографической карты Ковенской губернии Масштаб: 3 версты в дюйме (1 см-1260м). | Сборный лист военно топографической карты Ковенской губернии Масштаб: 3 версты в дюйме (1 см-1260м). | Сборный лист военно топографической карты Ковенской губернии Масштаб: 3 версты в дюйме (1 см-1260м). | Сборный лист военно топографической карты Ковенской губернии Масштаб: 3 версты в дюйме (1 см-1260м). |
| --- | --- | --- | --- | --- | --- | --- | --- | --- | --- | --- | --- | --- |
| (При нажатии на необходимый лист будет осуществлён переход на соответствующую карту.)                | | | | | | | | | | | | |

- Карта Ковенской губернии из «Атласа» А. А. Ильина 1876 года Архивная копия от 7 октября 2010 на Wayback Machine (просмотр на движке Google на сайте runivers.ru)